# Marzapane
Il marzapane è una preparazione dolciaria più o meno consistente, è costituita da pasta di mandorle suddivisa tra albume d'uovo e zucchero.
L'origine etimologica potrebbe derivare dal latino "Marzio panis", che significa pane di marzo. Tuttavia, l'etimologia non è chiara; per esempio, la parola italiana deriva dalle parole latine "massa" (a sua volta dal greco Μάζα "Maza") che significa pasticceria e "Pan", che significa pane, questo può essere particolarmente visibile nel provenzale massapan, il portoghese maçapão (dove 'C' è una forma alternativa per il fonema 'ss') e la vecchia spagnola marzapane - il passaggio da 'ss' a 'z' in parole latine era comune nel vecchio spagnolo e la 'r' è apparso più tardi. Il nome divenne in tedesco marzipan e poi ritornò in Italia, dove soppiantò il nome originale, che era "pasta reale".
Tra le versioni di marzapane oggi più famose in Europa vi sono quella siciliana e quella tedesca.
La versione siciliana, chiamata frutta di Martorana, è riconosciuta come prodotto agroalimentare tradizionale italiano dalla Regione Siciliana e tradizionalmente preparata per la commemorazione dei Defunti. Dalla Sicilia si diffuse nel resto d’Italia e in alcune zone d’Europa: in Toscana, nella città di Pietrasanta per la festa del patrono (San Biagio) si prepara un dolce tipico chiamato marzapane a base di pasta di mandorle. La Puglia  ha inserito nei propri elenchi dolci con tale denominazione; in Liguria, soprattutto nella provincia di Genova, esiste la tradizione secolare di preparare dolcetti di marzapane, detti quaresimali, poiché in origine realizzati in quel periodo dell'anno. Gli ingredienti dei quaresimali (mandorle macinate e zucchero) consentivano di ovviare al divieto religioso relativo al consumo di cacao, burro e uova nel periodo precedente la Pasqua.
Il marzapane tedesco, originario di Lubecca e dintorni (Lübecker Marzipan), è riconosciuto come prodotto agroalimentare tradizionale dall'Unione europea.

## In Italia

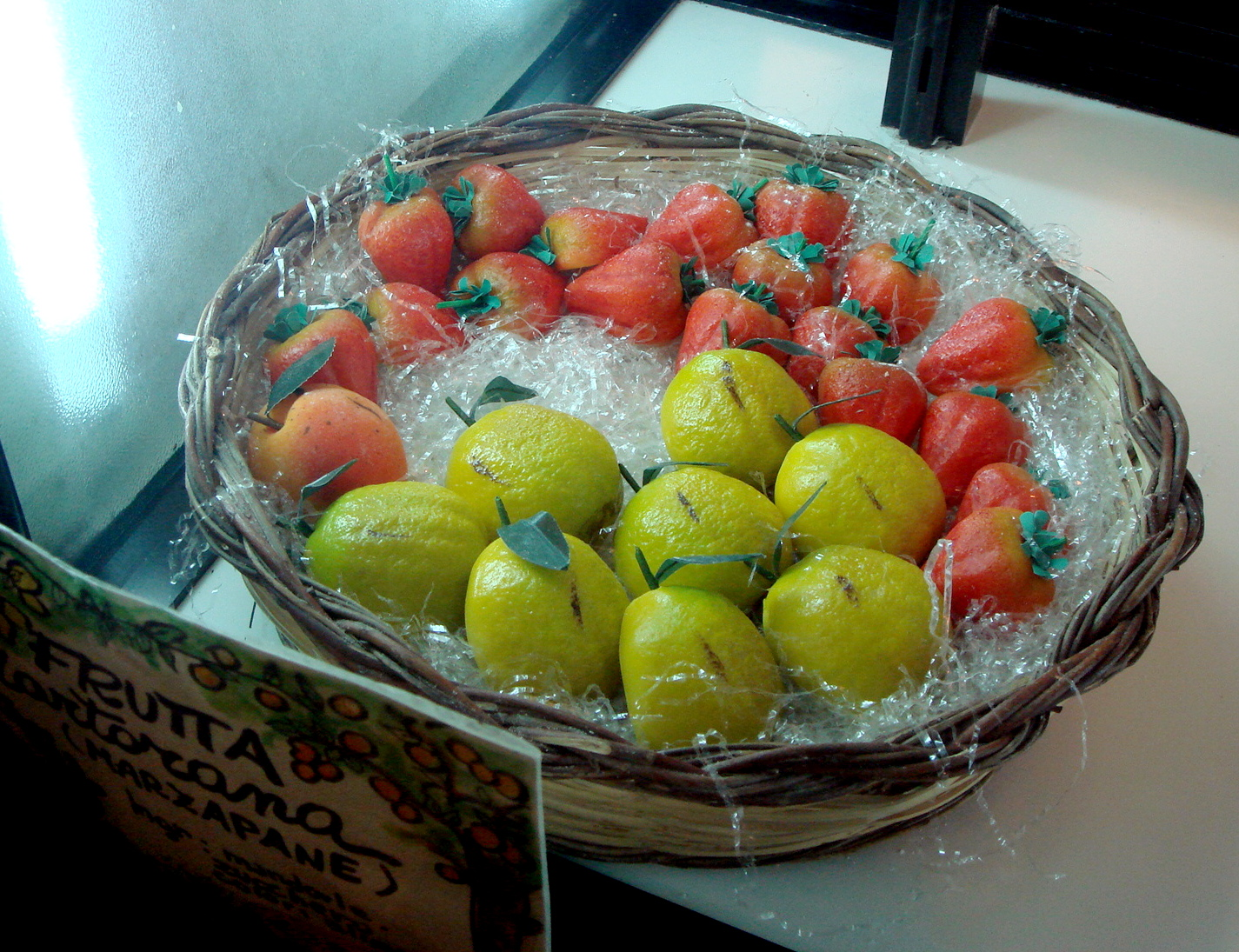
Frutta di Martorana

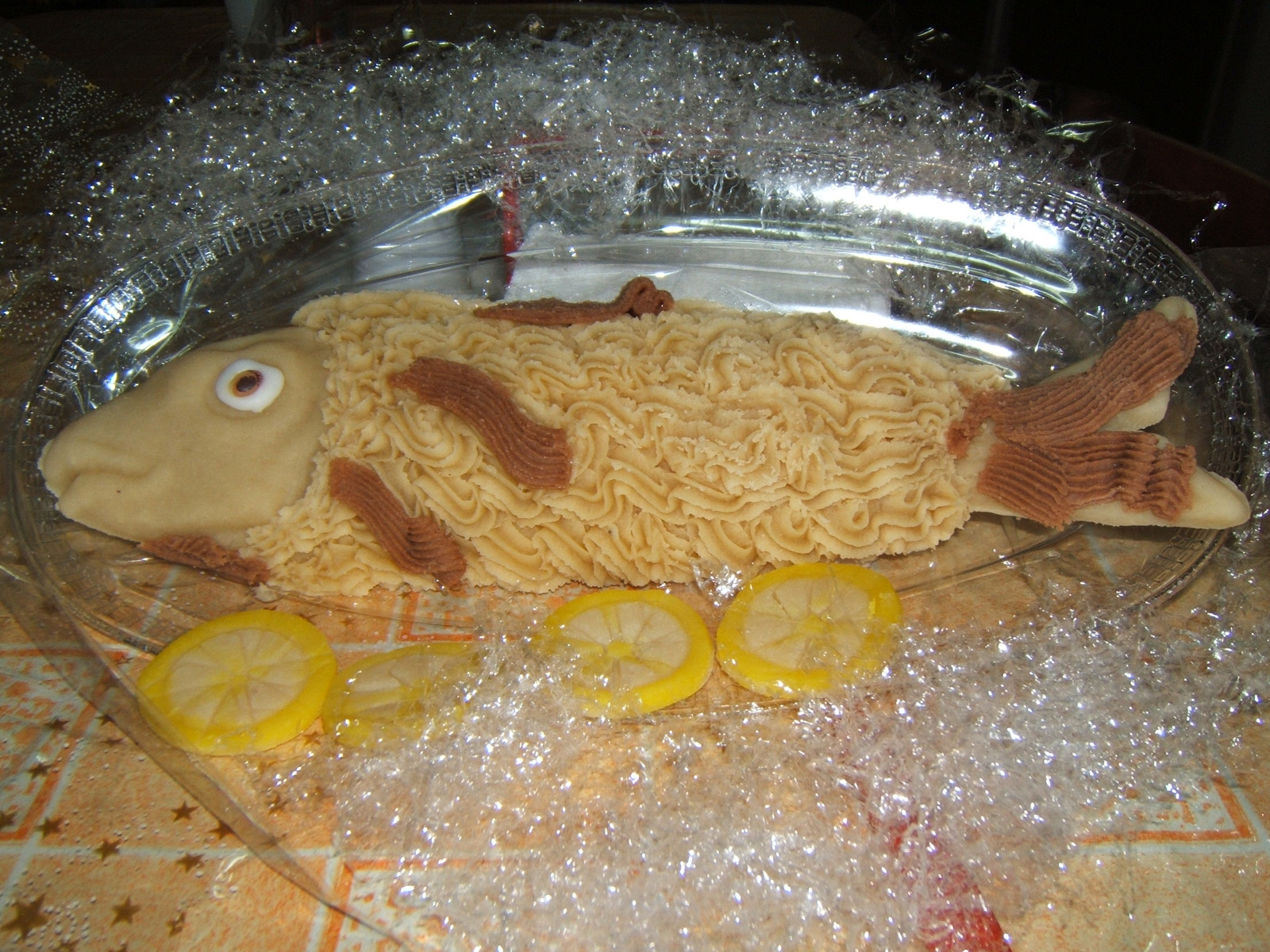
Pesce di pasta di mandorle - tipico dolce natalizio salentino

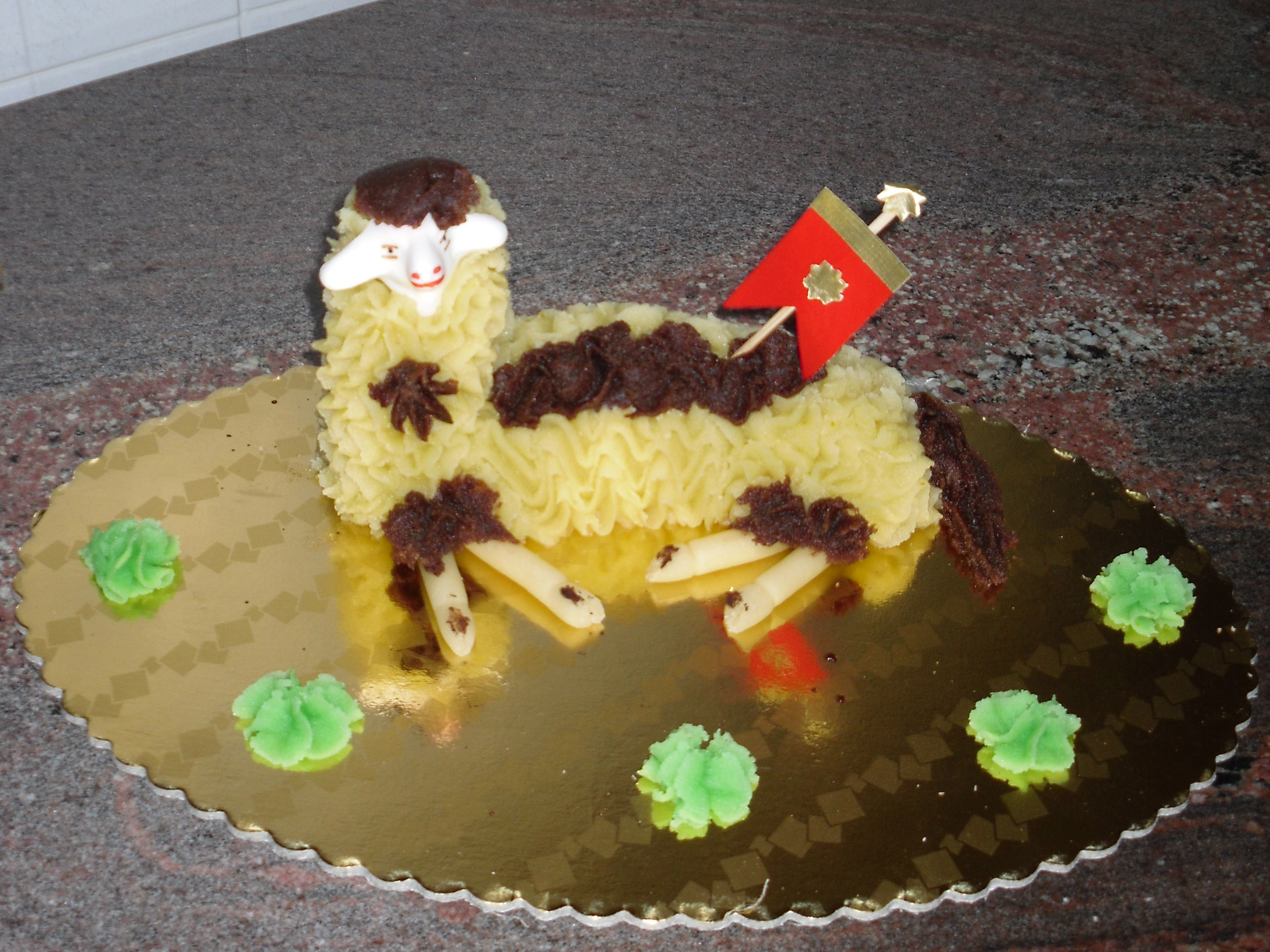
Agnello di pasta di mandorle - tipico dolce pasquale

Usato come tale, o ingrediente a sua volta di altri dolci, può essere aromatizzato e colorato in particolari preparazioni, come ad esempio nella riproduzione di frutta - detta frutta Martorana per essere stata approntata a lungo in un convento di suore palermitano, attiguo alla chiesa di Santa Maria dell'Ammiraglio (detta anche Martorana) - lavorazione tipica della Sicilia, o plasmato a forma di agnello pasquale e quindi nota come "Pecorella", in Sicilia e in Puglia.

Viene spesso impiegato anche per la decorazione delle torte. In Toscana a Pietrasanta il dolce è prodotto a forma di ciambella.
Secondo una nota tradizione, la frutta di Martorana è nata perché le suore del convento della Martorana, per sostituire i frutti raccolti dal loro giardino ne crearono di nuovi con mandorla e zucchero, per abbellire il convento per la visita del papa dell'epoca. Le più antiche testimonianze di questo prodotto in Europa sono in Sicilia e risalgono al medioevo nel periodo normanno: si tratta di ampolle contenenti pasta di mandorle.

## In Germania
Il marzapane è assai amato anche nei paesi di lingua tedesca, dove spesso viene prodotto usando acqua di rose; fra l'altro, è il dolce tipico della città di Lubecca, ma viene utilizzato come ingrediente in numerosi dolci, soprattutto natalizi, in tutto il Paese, quali i brenten, i bethmännchen, le patate di marzapane, alcune versioni del christstollen.

## Varianti
Una variante del marzapane è il persipan, prodotto con pasta ottenuta dai semi di albicocche e pesche invece che dalle mandorle.